# Les Deux Orphelines (film, 1910)
 (mai 2025).
La mise en forme du texte ne suit pas les recommandations de Wikipédia : il faut le « wikifier ».
Les points d'amélioration suivants sont les cas les plus fréquents :
- Les titres sont pré-formatés par le logiciel. Ils ne sont ni en capitales, ni en gras.
- Le texte ne doit pas être écrit en capitales (les noms de famille non plus), ni en gras, ni en italique, ni en « petit »…
- Le gras n'est utilisé que pour surligner le titre de l'article dans l'introduction, une seule fois.
- L'italique est rarement utilisé : mots en langue étrangère, titres d'œuvres, noms de bateaux, etc.
- Les citations ne sont pas en italique mais en corps de texte normal. Elles sont entourées par des guillemets français : « et ».
- Les listes à puces sont à éviter, des paragraphes rédigés étant largement préférés. Les tableaux sont à réserver à la présentation de données structurées (résultats, etc.).
- Les appels de note de bas de page (petits chiffres en exposant, introduits par l'outil «  Source ») sont à placer entre la fin de phrase et le point final[comme ça].
- Les liens internes (vers d'autres articles de Wikipédia) sont à choisir avec parcimonie. Créez des liens vers des articles approfondissant le sujet. Les termes génériques sans rapport avec le sujet sont à éviter, ainsi que les répétitions de liens vers un même terme.
- Les liens externes sont à placer uniquement dans une section « Liens externes », à la fin de l'article. Ces liens sont à choisir avec parcimonie suivant les règles définies. Si un lien sert de source à l'article, son insertion dans le texte est à faire par les notes de bas de page.
- La présentation des références doit suivre les conventions bibliographiques. Il est recommandé d'utiliser les modèles {{Ouvrage}}, {{Chapitre}}, {{Article}}, {{Lien web}} et/ou {{Bibliographie}}. Le mode d'édition visuel peut mettre en forme automatiquement les références.
- Insérer une infobox (cadre d'informations à droite) n'est pas obligatoire pour parachever la mise en page.

Pour une aide détaillée, merci de consulter Aide:Wikification.
Si vous pensez que ces points ont été résolus, vous pouvez retirer ce bandeau et améliorer la mise en forme d'un autre article.
Pour les articles homonymes, voir Les Deux Orphelines.
Pour plus de détails, voir Fiche technique et Distribution.
Les Deux Orphelines est un court-métrage muet français réalisé en 1910 par Albert Capellani. C'est une adaptation de la pièce Les Deux Orphelines écrite par Adolphe d'Ennery et Eugène Cormon, l'histoire suit le destin de deux jeunes orphelines dans un ancien Paris.

## Synopsis
Le film parle de l'histoire de deux jeunes filles, Henriette et Louise, qui ont été séparées après la mort de leurs parents. Elle sont confrontées à de nombreuses épreuves, elles cherchent l'amour et la sécurité qu'elles ont perdus. L'intrigue se développe autour de leurs destins extrêmement liés et des obstacles sociaux et moraux qui marque leur quête de bonheur dans une société en plein changement.

## Distribution
- Edmond Duquesne
- Andrée Pascal
- Jeanne Rosoy
- Germaine Rouer

## Production
Le film est produit par Pathé Frères, ce film est dans l'époque du cinéma muet en France. Albert Capellani a réalisé ce film à une époque où le cinéma commençait à adapter des pièces de théâtre connues, permettant ainsi de les transformer en films accessibles à un plus large public.

## Réception et héritage
Même si peu d’informations existent sur l’accueil du film en 1910, Les Deux Orphelines s'inscrit dans une longue série d'adaptations. Les nombreux remakes montrent que son histoire a marqué la culture populaire française.